# Olympische Jugend-Sommerspiele 2014/Teilnehmer (Chile)
| Gelbes Symbol für Goldmedaillen mit stilisierten Olympischen Ringen | Graues Symbol für Silbermedaillen mit stilisierten Olympischen Ringen | Braundes Symbol für Bronzemedaillen mit stilisierten Olympischen Ringen |
| ------------------------------------------------------------------- | --------------------------------------------------------------------- | ----------------------------------------------------------------------- |
| —                                                                   | —                                                                     | —                                                                       |

Die Jugend-Olympiamannschaft aus Chile für die II. Olympischen Jugend-Sommerspiele vom 16. bis 28. August 2014 in Nanjing (Volksrepublik China) bestand aus 15 Athleten. Der Springreiter Antoine Porte gewann eine Medaille im gemischten Wettbewerb, die allerdings nicht in die offizielle Medaillenwertung einfloss.

## Athleten nach Sportarten

### Gewichtheben
Mädchen
- Lenka Rojas

### Leichtathletik
Jungen
- Diego Delmonaco
- Jose Ballivian

### Moderner Fünfkampf
Mädchen
- Javiera Rosas

### Reiten
- Antoine Porte
Silber  Springen Mannschaft

### Rudern
| Mädchen - Antonia Abraham - Melita Abraham | Jungen - Cesar Abaroa - Sebastian Romo Figueroa |

### Schwimmen
Jungen
- Alonso Perez

### Segeln
| Mädchen - Kelly Gonzalez | Jungen - Clemente Seguel |

### Taekwondo
Jungen
- Gerard Arriagada

### Triathlon
| Mädchen - Catalina Salazar | Jungen - Javier Martin |